# Monte Porco Morto
Monte Porco Morto – szczyt w Górach Sabińskich we Włoszech, w Apeninach Środkowych. Administracyjnie należy do dwóch gmin: Montasola oraz Contigliano.